# Mellott
Mellott – miasto w Stanach Zjednoczonych, w stanie Indiana, w hrabstwie Fountain.